# Paineiras
Paineiras là một đô thị thuộc bang Minas Gerais, Brasil. Đô thị này có diện tích 637,751 km², dân số năm 2007 là 4594 người, mật độ 7,3 người/km².